# استونهاوس، گلاسترشر
longitudeاستونهاوس، گلاسترشرlatitudeاستونهاوس، گلاسترشر
استونهاوس، گلاسترشر (به انگلیسی: Stonehouse, Gloucestershire) یک شهرک در بریتانیا است که در انگلستان واقع شده‌است.